# Lekkoatletyka na Letniej Uniwersjadzie 1995
Lekkoatletyka na Letniej Uniwersjadzie 1995 – zawody lekkoatletyczne podczas uniwersjady w japońskiej Fukuoce rozegrano między 29 sierpnia a 3 września.

## Rezultaty

### Mężczyźni
| Konkurencja:                  | 1. miejsce                                                                      | Rezultat   | 2. miejsce                                                                 | Rezultat  | 3. miejsce                                                                        | Rezultat  |
| Bieg na 100 m                 | David Oaks                                                                      | 10,28      | Obadele Thompson                                                           | 10,34     | Terrence Bowen                                                                    | 10,36     |
| Bieg na 200 m                 | Anthuan Maybank                                                                 | 20,46      | David Dopek                                                                | 20,47     | Thomas Smpokos                                                                    | 20,75     |
| Bieg na 400 m                 | Eswort Coombs                                                                   | 45,38      | Udeme Ekpeyong                                                             | 45,57     | Dmitrij Kosow                                                                     | 45,70     |
| Bieg na 800 m                 | Hezekiél Sepeng                                                                 | 1:47,87    | Andrés Díaz                                                                | 1:48,06   | Pavel Soukup                                                                      | 1:48,15   |
| Bieg na 1500 m                | Abdel-Kader Chékhémani                                                          | 3:46,53    | Andrea Giocondi                                                            | 3:47,11   | Abdohamid Slimani                                                                 | 3:47,43   |
| Bieg na 5000 m                | Katsuhiro Kawauchi                                                              | 13:53,86   | Brahim Boulami                                                             | 13:54,05  | Maurizio Leone                                                                    | 13:54,13  |
| Bieg na 10 000 m              | Yasuyuki Watanabe                                                               | 28:47,78   | Stephen Mayaka                                                             | 28:55,02  | Gabino Apolonio                                                                   | 29:07,95  |
| Maraton                       | Takaki Morikawa                                                                 | 2:21:32    | Patrick Muturi                                                             | 2:24:29   | Kim Yi-young                                                                      | 2:24:43   |
| Bieg na 110 m przez płotki    | Jonathan N'Senga                                                                | 13,51      | Brian Amos                                                                 | 13,59     | Krzysztof Mehlich                                                                 | 13,66     |
| Bieg na 400 m przez płotki    | Kazuhiko Yamazaki                                                               | 48,58      | Octavius Terry                                                             | 48,95     | Yoshihiko Saito                                                                   | 49,18     |
| Bieg na 3000 m z przeszkodami | Daniel Muturi                                                                   | 8:27,03    | Joël Bourgeois                                                             | 8:28,44   | Brahim Boulami                                                                    | 8:35,53   |
| Sztafeta 4 × 100 m            | Stany Zjednoczone · Terrence Bowen · David Oaks · Peter Hargraves · David Dopek | 38,96      | Wielka Brytania · Paul White · Toby Box · Douglas Walker · Michael Afilaka | 39,39     | Włochy · Angelo Cipolloni · Alessandro Orlandi · Carlo Occhiena · Andrea Colombo  | 39,64     |
| Sztafeta 4 × 400 m            | Stany Zjednoczone · Ryan Hayden · Leonard Byrd · Andre Morris · Anthuan Maybank | 3:00,40 CR | Rosja · Innokientij Żarow · Dmitrij Bej · Sergiej Woronin · Dmitrij Kosow  | 3:01,95   | Wielka Brytania · Antony Williams · Jared Deacon · Gary Jennings · David Grindley | 3:02,42   |
| Chód na 20 km                 | Daniel García                                                                   | 1:24:11    | Giovanni Perricelli                                                        | 1:24:19   | Arturo di Mezza                                                                   | 1:24:33   |
| Skok wzwyż                    | Dragutin Topić                                                                  | 2,29       | Wolfgang Kreissig                                                          | 2,29      | Brendan Reilly                                                                    | 2,27      |
| Skok o tyczce                 | István Bagyula                                                                  | 5,70       | Lawrence Johnson                                                           | 5,60      | Nuno Fernandes                                                                    | 5,55      |
| Skok w dal                    | Kiriłł Sosunow                                                                  | 8,21       | Georg Ackermann                                                            | 8,21      | Gregor Cankar                                                                     | 8,18      |
| Trójskok                      | Andriej Kurennoj                                                                | 17,30      | Armen Martirosian                                                          | 16,82     | Lamarck Carter                                                                    | 16,62     |
| Pchnięcie kulą                | Jurij Biłonoh                                                                   | 19,70      | Wiktor Bułat                                                               | 19,69     | Thorsten Herbrand                                                                 | 18,88     |
| Rzut dyskiem                  | Witalij Sidorow                                                                 | 62,16      | Frederick Potgieter                                                        | 61,38     | Diego Fortuna                                                                     | 61,16     |
| Rzut młotem                   | Balázs Kiss                                                                     | 79,74      | Ołeksandr Krykun                                                           | 77,06     | Siergiej Gawriłow                                                                 | 75,50     |
| Rzut oszczepem                | Zhang Lianbiao                                                                  | 79,30      | Gregor Högler                                                              | 77,52     | Andrij Uhłow                                                                      | 76,16     |
| Dziesięciobój                 | Dezső Szabó                                                                     | 8051 pkt.  | Sebastian Chmara                                                           | 8014 pkt. | Dmitrij Suchomazow                                                                | 7971 pkt. |

### Kobiety
| Konkurencja:               | 1. miejsce                                                                               | Rezultat  | 2. miejsce                                                                       | Rezultat  | 3. miejsce                                                                          | Rezultat  |
| Bieg na 100 m              | Melanie Paschke                                                                          | 11,16     | Ekaterini Tanu                                                                   | 11,30     | Mary Tombiri                                                                        | 11,43     |
| Bieg na 200 m              | Du Xiujie                                                                                | 22,53     | Oksana Diaczenko                                                                 | 22,89     | Złatka Georgiewa                                                                    | 23,04     |
| Bieg na 400 m              | Olabisi Afolabi                                                                          | 50,50     | Tatjana Czebykina                                                                | 51,01     | Ołena Rurak                                                                         | 51,76     |
| Bieg na 800 m              | Stella Jongmans                                                                          | 2:02,13   | Switłana Twerdochleb                                                             | 2:02,92   | Natalie Tait                                                                        | 2:03,32   |
| Bieg na 1500 m             | Gabriela Szabó                                                                           | 4:11,73   | Julianne Henner                                                                  | 4:12,70   | Ursula Friedmann                                                                    | 4:13,32   |
| Bieg na 5000 m             | Gabriela Szabó                                                                           | 15:29,86  | Silvia Sommaggio                                                                 | 15:34,32  | Yumi Sato                                                                           | 15:35,28  |
| Bieg na 10 000 m           | Iulia Negura                                                                             | 32:28,25  | Camelia Tecuta                                                                   | 32:43,38  | Yasuko Kimura                                                                       | 33:33,01  |
| Maraton                    | Masako Kusakaya                                                                          | 2:53:03   | Nao Otani                                                                        | 2:57:09   | Kristi Klinnert                                                                     | 2:57:29   |
| Bieg na 100 m przez płotki | Nicole Ramalalanirina                                                                    | 13,02     | Ołena Owczarowa                                                                  | 13,07     | Swietłana Łauchowa                                                                  | 13,08     |
| Bieg na 400 m przez płotki | Heike Meißner                                                                            | 55,57     | Ionela Târlea                                                                    | 55,99     | Tonya Williams                                                                      | 56,04     |
| Sztafeta 4 × 100 m         | Stany Zjednoczone · Cheryl Taplin · Inger Miller · Juan Ball · Kenya Walton              | 43,58     | Rosja · Natalja Anisimowa · Oksana Diaczenko · Olga Woronowa · Żanna Lewachowa   | 44,06     | Nigeria · Ime Akpan · Taiwo Aladefa · Pat Itanyi · Mary Tombiri                     | 44,08     |
| Sztafeta 4 × 400 m         | Rosja · Julija Sotnikowa · Natalja Chruszczelowa · Jelena Andriejewa · Tatjana Czebykina | 3:27,93   | Stany Zjednoczone · Nicole Green · Camara Jones · Janeen Jones · Youlanda Warren | 3:29,00   | Ukraina · Wiktorija Fomienko · Switłana Twerdochleb · Tetiana Mowczan · Ołena Rurak | 3:30,57   |
| Chód na 10 km              | Annarita Sidoti                                                                          | 43:22     | Rossella Giordano                                                                | 43:30     | Łarysa Ramazanowa                                                                   | 43:56     |
| Skok wzwyż                 | Wiktorija Fiedorowa                                                                      | 1,92      | Swietłana Zalewska                                                               | 1,92      | Natalia Jonckheere                                                                  | 1,88      |
| Skok w dal                 | Wiktorija Werszinina                                                                     | 6,76      | Sharon Jaklofsky                                                                 | 6,74 m    | Ludmiła Gałkina                                                                     | 6,55      |
| Trójskok                   | Šárka Kašpárková                                                                         | 14,20 CR  | Ludmiła Dubkowa                                                                  | 13,87     | Barbara Lah                                                                         | 13,85     |
| Pchnięcie kulą             | Wu Xianchun                                                                              | 18,31     | Cheng Xiaoyan                                                                    | 17,95     | Corrie de Bruin                                                                     | 17,82     |
| Rzut dyskiem               | Natalja Sadowa                                                                           | 62,92     | Anja Gundler                                                                     | 60,78     | Bao Dongying                                                                        | 59,30     |
| Rzut oszczepem             | Felicia Țilea-Moldovan                                                                   | 62,16     | Claudia Isailă                                                                   | 61,74     | Lee Young-sun                                                                       | 61,62     |
| Siedmiobój                 | Jane Jamieson                                                                            | 6123 pkt. | Mona Steigauf                                                                    | 6102 pkt. | Irina Tiuchaj                                                                       | 5989 pkt. |